# Isabelle Turcotte Baird
Isabelle Turcotte Baird (Quebec City, 24 de setembro de 1970) é uma triatleta profissional canadense.

## Carreira

### Sydney 2000
Isabelle Turcotte Baird disputou os Jogos de Sydney 2000, terminando em 34º lugar com o tempo de 2:08:29.49.